# Першозвановский сельский совет
Первозвановский сельский совет (укр. Першозванівська сільська рада, используется также вариант Первозвановский) — входит в состав
Лутугинского района
Луганской области
Украины.

## Населённые пункты совета
- с. Глафировка
- с. Первозвановка
- с. Пятигоровка

## Адрес сельсовета
92030, Луганская обл., Лутугинский р-н, с. Первозвановка, ул. Ленина, 46; тел. 99-6-43